# Ивано-Гудино
Ивано-Гудино   — деревня  в  Смоленской области России,  в Ельнинском районе. Население – 147 жителя (2021 год). Расположена в юго-восточной части области  в 15  км к северо-востоку от города Ельня, в 14,5 км восточнее автодороги Р137 Сафоново — Рославль, на берегу реки Усия. Входит в состав Бобровичского сельского поселения.

## История
До 2004 года деревня была центром Кузнецовского сельского округа Ельнинского района.

## Экономика
Школа, фермерские хозяйства, сельский клуб .